# Esperança da Costa

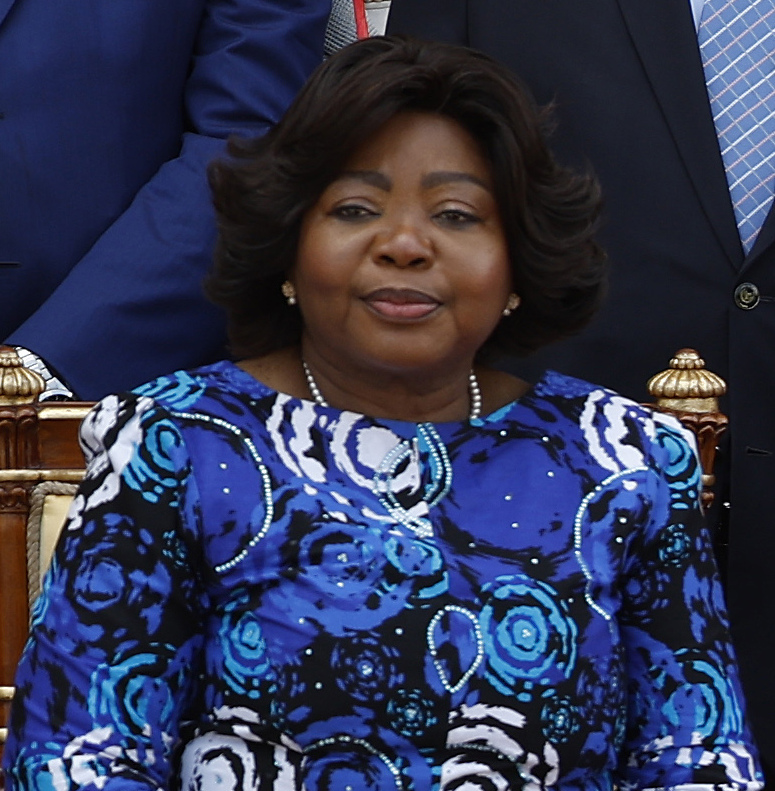
Esperança da Costa, Februar 2024

Esperança Maria Eduardo Francisco da Costa (geboren am 3. Mai 1961 in Luanda, Angola) ist eine angolanische Biologin, Hochschullehrerin und Politikerin. Sie war stellvertretende Parteivorsitzende der Movimento Popular de Libertação de Angola  (MPLA, Volksbewegung zur Befreiung Angolas) bei den Parlamentswahlen 2022 und wurde am 15. September 2022 Vizepräsidentin Angolas.

## Biografie
Esperança da Costa wurde am 3. Mai 1961 in Luanda, der Hauptstadt von Angola, geboren. In ihrer Jugend, während des Entkolonialisierungsprozesses des Landes, gehörte sie der Jugendbewegung der MPLA (JMPLA) und der Organisation angolanischer Frauen (OMA, Organização Mulher Angolana) an.

### Wissenschaftliche Ausbildung und Werdegang
Da Costa studierte Biologie an der Universität Agostinho Neto (UAN) und schloss ihr Studium 1985 ab, zwischen 1983 und 1984 spezialisierte sie sich am Botanischen Zentrum des Tropischen Wissenschaftlichen Forschungsinstituts in Lissabon, Portugal. Nach ihrer Rückkehr nach Luanda wurde sie Assistentin für Pflanzenbiologie an der Universität Agostinho Neto und 1986 Leiterin der biologischen Abteilung. Zwischen 1986 und 1990 war sie für den Aufbau des Herbariums von Luanda verantwortlich und wurde die angolanische Vertreterin im African Biosciences Network (ABN), nachdem sie an einem ABN-Treffen in Harare, Simbabwe, zum Thema Waldbewirtschaftung teilgenommen hatte.
1990 begann sie ihr Masterstudium zur Pflanzenproduktivität an der Technischen Universität Lissabon, dem 1992 eine Promotionsarbeit in Pflanzenökologie folgte, die sie 1997 abschloss. Nach ihrer Rückkehr nach Angola wurde sie Professorin für Pflanzenbiologie an der Universität Agostinho Neto und Leiterin des Herbariums. Zu ihren Forschungsinteressen gehören die Pollenmorphologie von Genisteae innerhalb der Schmetterlingsblütler (Faboideae) wie Argyrolobium und Adenocarpus aus Angola und Mosambik, die Taxonomie von Leguminosen und die Mangrovenvegetation. Gemeinsam mit Teresa Martins und Francisco Monteiro veröffentlichte sie 2004 eine Checkliste angolanischer Gräser.

### Administrative und politische Laufbahn
Neben ihrer wissenschaftlichen Tätigkeit war da Costa auch in verschiedenen administrativen und politischen Funktionen tätig. So arbeitete sie an der Wiedererrichtung der Fakultät für Agrarwissenschaften in Huambo mit, die 2004 wiedereröffnet wurde. Sie war Vizedirektorin der Universität für wissenschaftliche Angelegenheiten und von 2002 bis 2007 Vizedirektorin für den Ausbau der Hochschulen. Zwischen 2007 und 2010 wurde sie Nationale Direktorin für den Ausbau der Hochschulbildung im Ministerium für Hochschulbildung der Landes und beaufsichtigte den nationalen Aufbau von bestehenden und neuen Hochschuleinrichtungen. Von 2010 bis 2020 war sie zudem Direktorin des Botanikzentrums der UAN. 2019 wurde sie nationale Koordinatorin für die Global Biodiversity Facility Information (GBIF) sowie 2019 bis 2020 nationale wissenschaftliche Autorität des Convention on International Trade in Endangered Species (CITES).
Sie war Beraterin für das Entwicklungsprogramm der Vereinten Nationen. Von 2009 bis 2016 war sie Beraterin des angolanischen Ministeriums für Fischerei und von 2018 bis 2020 Beraterin des Umweltministeriums. 2019 wurde da Costa in das Zentralkomitee der MPLA gewählt und 2020 von Präsident João Lourenço zur Staatssekretärin für Fischerei ernannt.
Bei den Parlamentswahlen 2022 in Angola trat sie als Kandidatin von João Lourenço an und gewann diese. Im September 2022 trat sie ihr Amt als Vizepräsidentin von Angola als Nachfolgerin von Bornito de Sousa an und ist damit die erste Frau in diesem Amt.

## Belege
1. 1 2 3 4 5 6  Esperança Maria Eduardo Francisco da Costa auf der offiziellen Homepage der angolanischen Regierung, abgerufen am 10. Dezember 2024.
2. 1 2 3 4 5 6  Costa, Esperança Maria Eduardo Francisco da (1961-) auf JSTOR Global Plants, abgerufen am 10. Dezember 2024.
3. ↑  Angola: Esperança DA Costa Inaugurated As Angola´s Vice-President auf allafrica.com, 5 September 2022; abgerufen am 10. Dezember 2024.